# Milos Raonic

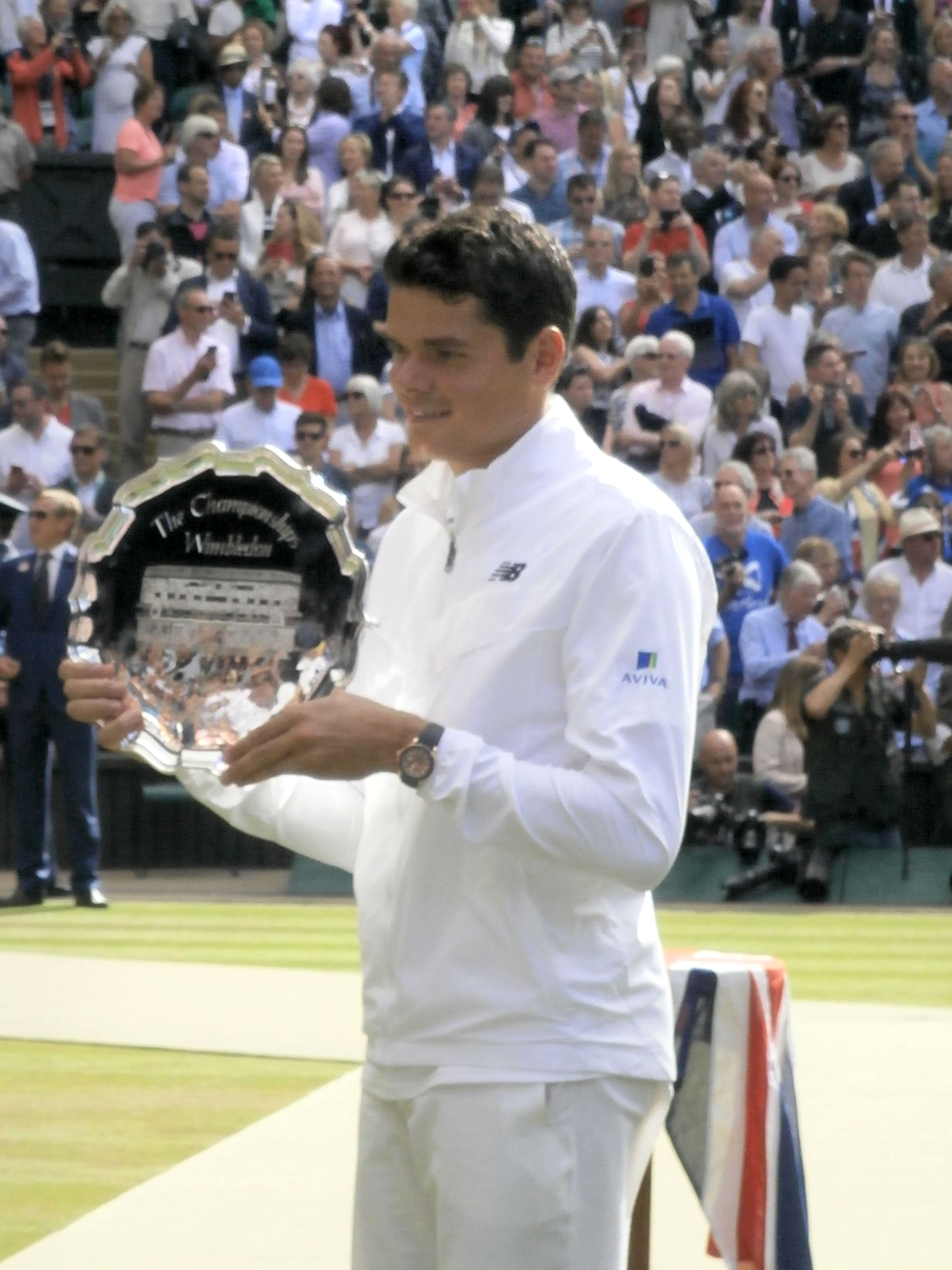
S tácem pro poraženého finalistu Wimbledonu 2016

Milos Raonic (srbsky: Милош Раонић / Miloš Raonić; * 27. prosince 1990 Podgorica) je kanadský profesionální tenista černohorského původu a finalista londýnského Wimbledonu 2016. Tenis začal hrát v osmi letech, jako profesionál je na okruhu od sezóny 2008. První úspěch se dostavil v roce 2011, když na Australian Open 2011 byl jeho servis zaznamenán jako nejrychlejší na turnaji. Tento servis letěl rychlostí 230 km/h. Zde také „nastřílel“ nejvíce es, a to devadesát. Na témže turnaji také vyřadil 10. nasazeného Michaila Južného z Ruska. Ve své dosavadní kariéře vyhrál na okruhu ATP World Tour osm turnajů ve dvouhře a žádný ve čtyřhře. Na challengerech ATP a okruhu ITF získal čtyři tituly ve dvouhře a šest ve čtyřhře.
Na žebříčku ATP pro dvouhru byl nejvýše klasifikován v listopadu 2016 na 3. místě a pro čtyřhru pak v červnu roku 2013 na 103. místě. Od roku 2014 jej trénuje italský kouč Riccardo Piatti. V sezóně 2017 se k týmu připojil wimbledonský vítěz Richard Krajicek.
Na nejvyšší grandslamové úrovni se v mužské dvouhře nejdále probojoval do finále Wimbledonu 2016, kde ve třech setech s výsledkem 4–6, 6–7 a 6–7 podlehl domácímu Andymu Murraymu.

## Týmové soutěže

### Davis Cup
V kanadském daviscupovém týmu debutoval jako 19letý v roce 2010 druhým kolem 1. skupiny americké zóny proti Kolumbii, když nestačil v druhém utkání série na Santiaga Giralda. Následně zdolal ve čtyřhře společně s Danielem Nestorem pár Juan Sebastián Cabal a Alejandro Falla, avšak následně nezvládl ani druhý singlový zápas, když nestačil na Juana Sebastiána Cabala. Kanaďané prohráli 1:4 na zápasy. Do září 2017 v soutěži nastoupil k jedenácti mezistátním utkáním s bilancí 14–5 ve dvouhře a 2–1 ve čtyřhře.

### Letní olympijské hry
Kanada reprezentoval na Letních olympijských hrách 2012 v Londýně, kde v mužské dvouhře ve druhém kole nestačil na francouzskou turnajovou pětku Jo-Wilfrieda Tsongu.
V době konání Her XXXI. olympiády v Riu de Janeiru mu patřila sedmá příčka žebříčku ATP. Olympiády se však nezúčastnil pro riziko nákazy virem zika.

### Hopmanův pohár
Za kanadské družstvo nastoupil po boku Eugenie Bouchardové na Hopman Cupu 2014. V základní skupině A zdolal Australana Bernarda Tomice, Itala Andrease Seppiho a podlehl polskému hráči Grzegorzovi Panfilovi. S Bouchardovou zvítězili ve dvou ze tří mixů a ve skupině obsadili druhé, tj. první nepostupové místo se zápasovou bilancí 2–1.

## Raný a osobní život
Raonic se narodil v Podgorici (v té době Titohradu) v Jugoslávii (dnešní Černé Hoře), odtud má i srbské kořeny. Když mu byly tři roky, přestěhoval se spolu s rodinou do Kanady a usadili se v Bramptonu v provincii Ontario.
Oba jeho rodiče jsou inženýři, otec Dušan Raonic je držitelem Ph.D. (doktorátu) v elektrotechnice a jeho matka Vesna má magisterský titul. Má dva starší sourozence: bratra Momira a sestru Jelenu. Jeho strýc Branimir Gvozdenović je vysoce postaveným politikem v černohorské vládě, kde působil jako místopředseda vlády, ministr územního plánování a životního prostředí a ministr udržitelného rozvoje a cestovního ruchu.
Raonic hovoří plynně srbsky a anglicky.

## Přehled trenérů
- Casey Curtis (1999–2007)
- Guillaume Marx (2007–2009)
- Frédéric Niemeyer (2009–2010)
- Galo Blanco (2010–2013)
- Ivan Ljubičić (2013–2015)
- Riccardo Piatti (2014–)
- Carlos Moyà (2016)
- John McEnroe (2016)
- Richard Krajicek (2017–)

## Finále na Grand Slamu

### Mužská dvouhra: 1 (0–1)
| Stav      | rok  | turnaj    | povrch | soupeř ve finále | výsledek                |
| --------- | ---- | --------- | ------ | ---------------- | ----------------------- |
| Finalista | 2016 | Wimbledon | tráva  | Andy Murray      | 4–6, 6–7(3–7), 6–7(2–7) |

## Finálové účasti na turnajích ATP World Tour
| Legenda                       |
| D – dvouhra; Č – čtyřhra      |
| Grand Slam (0–1 D)            |
| Turnaj mistrů (0–0 D)         |
| ATP Tour Masters 1000 (0–4 D) |
| ATP Tour 500 (1–6 D)          |
| ATP Tour 250 (7–4 D; 0–1 Č)   |

### Dvouhra: 23 (8–15)
| Stav      | Č.  | Datum             | Turnaj                                | Povrch    | Soupeř ve finále      | Výsledek                     |
| --------- | --- | ----------------- | ------------------------------------- | --------- | --------------------- | ---------------------------- |
| Vítěz     | 1.  | 13. února 2011    | San José, Spojené státy               | tvrdý (h) | Fernando Verdasco     | 7–6(8–6), 7–6(7–5)           |
| Finalista | 1.  | 20. února 2011    | Memphis, Spojené státy                | tvrdý (h) | Andy Roddick          | 6–7(7–9), 7–6(13–11), 5–7    |
| Vítěz     | 2.  | 8. ledna 2012     | Čennaj, Indie                         | tvrdý     | Janko Tipsarević      | 6–7(4–7), 7–6(7–4), 7–6(7–4) |
| Vítěz     | 3.  | 19. února 2012    | San José, Spojené státy (2)           | tvrdý (h) | Denis Istomin         | 7–6(7–3), 6–2                |
| Finalista | 2.  | 26. února 2012    | Memphis, Spojené státy (2)            | tvrdý (h) | Jürgen Melzer         | 5–7, 6–7(4–7)                |
| Finalista | 3.  | 7. října 2012     | Tokio, Japonsko                       | tvrdý     | Kei Nišikori          | 6–7(5–7), 6–3, 0–6           |
| Vítěz     | 4.  | 17. února 2013    | San José, Spojené státy (3)           | tvrdý (h) | Tommy Haas            | 6–4, 6–3                     |
| Finalista | 4.  | 12. srpna 2013    | Montréal, Kanada                      | tvrdý     | Rafael Nadal          | 2–6, 2–6                     |
| Vítěz     | 5.  | 29. září 2013     | Bangkok, Thajsko                      | tvrdý (h) | Tomáš Berdych         | 7–6(7–4), 6–3                |
| Finalista | 5.  | 6. října 2013     | Tokio, Japonsko (2)                   | tvrdý     | Juan Martín del Potro | 6–7(5–7), 5–7                |
| Vítěz     | 6.  | 3. srpna 2014     | Washington, D.C., Spojené státy       | tvrdý     | Vasek Pospisil        | 6–1, 6–4                     |
| Finalista | 6.  | 5. října 2014     | Tokio, Japonsko (3)                   | tvrdý     | Kei Nišikori          | 6–7(5–7), 6–4, 4–6           |
| Finalista | 7.  | 2. listopadu 2014 | Paříž, Francie                        | tvrdý (h) | Novak Djoković        | 2–6, 3–6                     |
| Finalista | 8.  | 11. ledna 2015    | Brisbane, Austrálie                   | tvrdý     | Roger Federer         | 4–6, 7–6(7–2), 4–6           |
| Vítěz     | 7.  | 27. září 2015     | Petohrad, Rusko                       | tvrdý (h) | João Sousa            | 6–3, 3–6, 6–3                |
| Vítěz     | 8.  | 10. ledna 2016    | Brisbane, Austrálie                   | tvrdý     | Roger Federer         | 6–4, 6–4                     |
| Finalista | 9.  | 20. března 2016   | Indian Wells, Spojené státy           | tvrdý     | Novak Djoković        | 2–6, 0–6                     |
| Finalista | 10. | 19. června 2016   | Londýn, Queens, Spojené království    | tráva     | Andy Murray           | 7–6(7–5), 4–6, 3–6           |
| Finalista | 11. | 10. července 2016 | Wimbledon, Londýn, Spojené království | tráva     | Andy Murray           | 4–6, 6–7(3–7), 6–7(2–7)      |
| Finalista | 12. | 26. února 2017    | Delray Beach Open, Spojené státy      | tvrdý     | Jack Sock             | bez boje                     |
| Finalista | 13. | 7. května 2017    | Istanbul, Turecko                     | antuka    | Marin Čilić           | 6–7(3–7), 3–6                |
| Finalista | 14. | 17. června 2018   | Stuttgart, Německo                    | tráva     | Roger Federer         | 4–6, 6–7(3–7)                |
| Finalista | 15. | 29. srpna 2020    | New York, Spojené státy               | tvrdý     | Novak Djoković        | 6–1, 3–6, 4–6                |

### Čtyřhra: 1 (0–1)
| Stav      | Č. | Datum           | Turnaj         | Povrch | Partner     | Soupeři ve finále          | Výsledek               |
| --------- | -- | --------------- | -------------- | ------ | ----------- | -------------------------- | ---------------------- |
| Finalista | 1. | 12. červen 2011 | Halle, Německo | tráva  | Robin Haase | Rohan Bopanna Ajsám Kúreší | 6–7(8–10), 6–3, [9–11] |

## Chronologie výsledků mužské dvouhry na grandslamech
| Turnaj / sezóna | 2010    | 2011    | 2012    | 2013    | 2014    | 2015    | 2016    | 2017    | 2018    | 2019    | 2020    | 2021    | 2022 | 2023    | SR     | V–P   | % výher |
| --------------- | ------- | ------- | ------- | ------- | ------- | ------- | ------- | ------- | ------- | ------- | ------- | ------- | ---- | ------- | ------ | ----- | ------- |
| Australian Open | A       | 4. kolo | 3. kolo | 4. kolo | 3. kolo | ČF      | SF      | ČF      | 1. kolo | ČF      | ČF      | 4. kolo | A    | A       | 0 / 11 | 34–11 | 76 %    |
| French Open     | A       | 1. kolo | 3. kolo | 3. kolo | ČF      | A       | 4. kolo | 4. kolo | A       | A       | A       | A       | A    | A       | 0 / 6  | 14–6  | 70 %    |
| Wimbledon       | A       | 2. kolo | 2. kolo | 2. kolo | SF      | 3. kolo | F       | ČF      | ČF      | 4. kolo | NH      | A       | A    | 2. kolo | 0 / 10 | 28–10 | 74 %    |
| US Open         | 1. kolo | A       | 4. kolo | 4. kolo | 4. kolo | 3. kolo | 2. kolo | A       | 4. kolo | A       | 2. kolo | A       | A    |         | 0 / 8  | 16–8  | 67 %    |
| výhry–prohry    | 0–1     | 4–3     | 8–4     | 9–4     | 14–4    | 8–3     | 15–4    | 11–3    | 7–3     | 7–2     | 5–2     | 3–1     | 0–0  | 1–1     | 0 / 35 | 92–35 | 73 %    |

## Postavení na žebříčku ATP na konci sezóny

### Dvouhra
| Rok    | 2007  | 2008   | 2009   | 2010   | 2011  | 2012  | 2013  | 2014 | 2015  | 2016 |
| Pořadí | 1386. | ▲ 915. | ▲ 373. | ▲ 156. | ▲ 31. | ▲ 13. | ▲ 11. | ▲ 8. | ▼ 14. | ▲ 3. |

### Čtyřhra
| Rok    | 2007  | 2008   | 2009   | 2010   | 2011   | 2012   | 2013   | 2014   | 2015   | 2016   |
| Pořadí | 1386. | ▲ 513. | ▲ 425. | ▲ 349. | ▼ 369. | ▲ 201. | ▲ 131. | ▼ 575. | ▼ 858. | ▲ 572. |